# Epimelidi
Nella mitologia greca, gli Epimelidi sono le ninfe (driadi e amadriadi) dei meli e degli ovini. Fanno parte delle Epigee (ninfe terrestri). Tuttavia, la parola per "mela" (μηλον) nei testi greci antichi indica anche "pecora". Questa traduzione pertanto indica le Epimelidi come protettrici di pecore e capre. I loro capelli sono bianchi, come fiori di melo o lana non tinta. Sono anche chiamati Maliades o Meliades (Μηλιαδες) che può significare "di pecora" o "di mele". Come altre driadi, possono assumere forma di alberi o umana. Sono anche note per essere le guardie dell'albero su cui era tenuto il vello d'oro.